# 朝东镇
朝东镇，是中华人民共和国广西壮族自治区贺州市富川瑶族自治县下辖的一个乡镇级行政单位。

## 行政区划
朝东镇下辖以下地区：
朝东社区、朝东村、东水村、黄宝村、秀水村、和平村、岔山村、民主村、塘源村、蚌贝村、营上村、儒子村、桐石村、龙归村、石林村、高宅村、油沐村、茶山村、黄沙村、长塘村、鲤鱼塘村和福溪村。

## 中国传统村落
2012年，秀水村、福溪村被评为首批“中国传统村落”。